# Liuhe Xiang (socken i Kina)
Liuhe Xiang (kinesiska: 六河, 六河乡) är en socken i Kina. Den ligger i provinsen Yunnan, i den sydvästra delen av landet, omkring 300 kilometer sydost om provinshuvudstaden Kunming. Antalet invånare är 16 121. Befolkningen består av 7 501 kvinnor och 8 620 män. Barn under 15 år utgör 23,0 %, vuxna 15-64 år 67 %, och äldre över 65 år 8,0 %.
Genomsnittlig årsnederbörd är 1 717 millimeter. Den regnigaste månaden är juli, med i genomsnitt 375 mm nederbörd, och den torraste är februari, med 15 mm nederbörd.